# Oskondaga River
Oskondaga River är ett vattendrag i Kanada.   Det ligger i provinsen Ontario, i den sydöstra delen av landet, 1 100 km väster om huvudstaden Ottawa.
I omgivningarna runt Oskondaga River växer i huvudsak blandskog. Trakten runt Oskondaga River är nära nog obefolkad, med mindre än två invånare per kvadratkilometer.